# Tökfej tesók
A Tökfej tesók (eredeti cím: The Brothers Flub) amerikai televíziós rajzfilmsorozat, amelyet Bob Boyle és Ralph Grairl rendezett. Amerikában a Nickelodeon vetítette, Magyarországon pedig a TV2 és a Super TV2 sugározta, 2016. szeptember 26-ától a Kiwi TV tűzte műsorra.

## Ismertető
A főszereplő, a két testvér, a komoly, pánikoló és gyáva Frász, valamint a kissé bolondos Guapo. A két fickó sok más szereplővel a Csökevényen, egy világok közti transzdimenziós futárbolygón él és dolgozik, főnökük a kapzsi és szigorú Tarara Boomdeyay. A két fickó mindig rendkívüli dolgokat visz rendkívüli bolygókra, mint a Dagadt filozófusok bolygója vagy az Őrült tudósok bolygója. A két futár persze folyton elszúr valamit, ezért mindig nagy kalamajkába keverednek.

## Magyar szinkron
A szinkront a TV2 megbízásából a MASTERFILM Digital készítette.
- Boros Zoltán – Frász
- Józsa Imre – Guapo
- Némedi Mari – Mrs. Boomdeyay
- Náray Erika, Kiss Erika – Valerina
- Láng József – Mardel

További magyar hangok: Bácskai János, Balázsi Gyula (Charlie Platon), Beratin Gábor, Bodrogi Attila, Bolla Róbert, Breyer Zoltán, Cs. Németh Lajos, Csampisz Ildikó, Csere Ágnes, Csőre Gábor, Dobránszky Zoltán (Bírókalács), F. Nagy Zoltán, Forgács Gábor, Holl Nándor, Juhász György, Kassai Károly, Kocsis Mariann, Kökényessy Ági, Markovics Tamás, Minárovits Péter (Frász vörös lelkiismerete), Melis Gábor, Németh Gábor, Orosz István, Pálfai Péter, Seder Gábor, Seszták Szabolcs (Frász sárga lelkiismerete), Simon Aladár, Simon Eszter, Szokol Péter, Szűcs Sándor, Várnagy Kati, Wohlmuth István
Magyar szöveg – Csányi Zita és Katona László
Vágó – Bartók Klára
Szinkronrendező – Hirth Ildikó

## Epizódok
1. Halálra váltan / Rehisztéria (Eierflip / Das Tal der Teppiche)
2. Birkózó mániákusok! / Párt agy (Wrestling! / Poeten-Polka)
3. Rövid haj, hosszú agy / Se veled, se nélküled (Kopflos im School / Ein Flub kommt selten allein)
4. Mániás mambos! / Guapo vidámparkja (Jagt Dr. Rotten! / Angriff der Clowns)
5. Tök, tök, tökfejek / Mézeskalácsia (Liga der Superhelden / Der lebendige Lebkuchen)
6. A farm bolondjai / Csere küldemény (Village Idiots / Flubs Overeasy)
7. Méhkirálynő / Izom tökfejek (Die Bienenkönigin / Die Muskelprotze)
8. Tararas születésnapja / A nagy üzlet (Tararas Geburtstag / Der große Reibach)
9. Véglassúság / Kettős szerepvesztés! (Eile mit Weile / Film ab!)
10. Csökevény palánta / El van a gyerek, ha... (Der schönste Tag des Jahres / Im Land der Riesen)
11. Peches pancser! / Maradi paradicsom (Einer wird verlieren! / Von wegen Paradies)
12. Aki keres, talál / Icipici ciki (Planet der Diebe / Die kleinste aller Welten)
13. Riminália / Miből lesz a kismadár? (Der Fremde im Zug) / (Auch du Dickes Ei!)
14. A tanárok réme / Jipijé, gyía Kampec, gyía! (In Schulsylvanien) / (Jippiiieh-Jei-Jeiihhh)
15. Kedvtelen kedvesség! / Szőlő szünet (Gleichheit und Brüderlichkeit) / (Zu Liebenswürdig!)
16. Háromszáz pancser / Fölösleges legeslegfelső (Wunschlos Unglücklich) / (Die Fahrprüfung)
17. Éljen a sport! / Tökfej szaporulat (Sportsfreunde) / (Partnerwahl)
18. Hó kampec / Guapo áradat (Der Schneekugelplanet) / (Die Klonmaschine)
19. Pizza, Pizza! / Rossz ötlet nap (Pizza, Pizza!) / (Dumm Gelaufen)
20. Fejeket fel! / Mocskos pénz! (Der Vulkan) / (Zahltag!)
21. Kebelbarátok / Anyuci kicsi segédei (Unter Freunden) / (Planet der Supermuttis)
22. Őrült röhögés / Csupa sivatag (Der verlorene Prinz) / (Der Wüstenplanet)
23. Játszunk! / Pes sugó fészek (Planet der Sipele) / (Auf der Flucht)
24. Hideg tökfejek / Tökfej hadművelet (Achtung Niesattacke!) / (In unmöglicher Mission)
25. Családi tanács / Tehetség kutatás (Planet der Kinder) / (Die Talentshow)
26. Kösz az emlékeket / Laza lelkesedés (Im Nebel de Vergessens) / (Die Renovierung)